# 마천루 목록

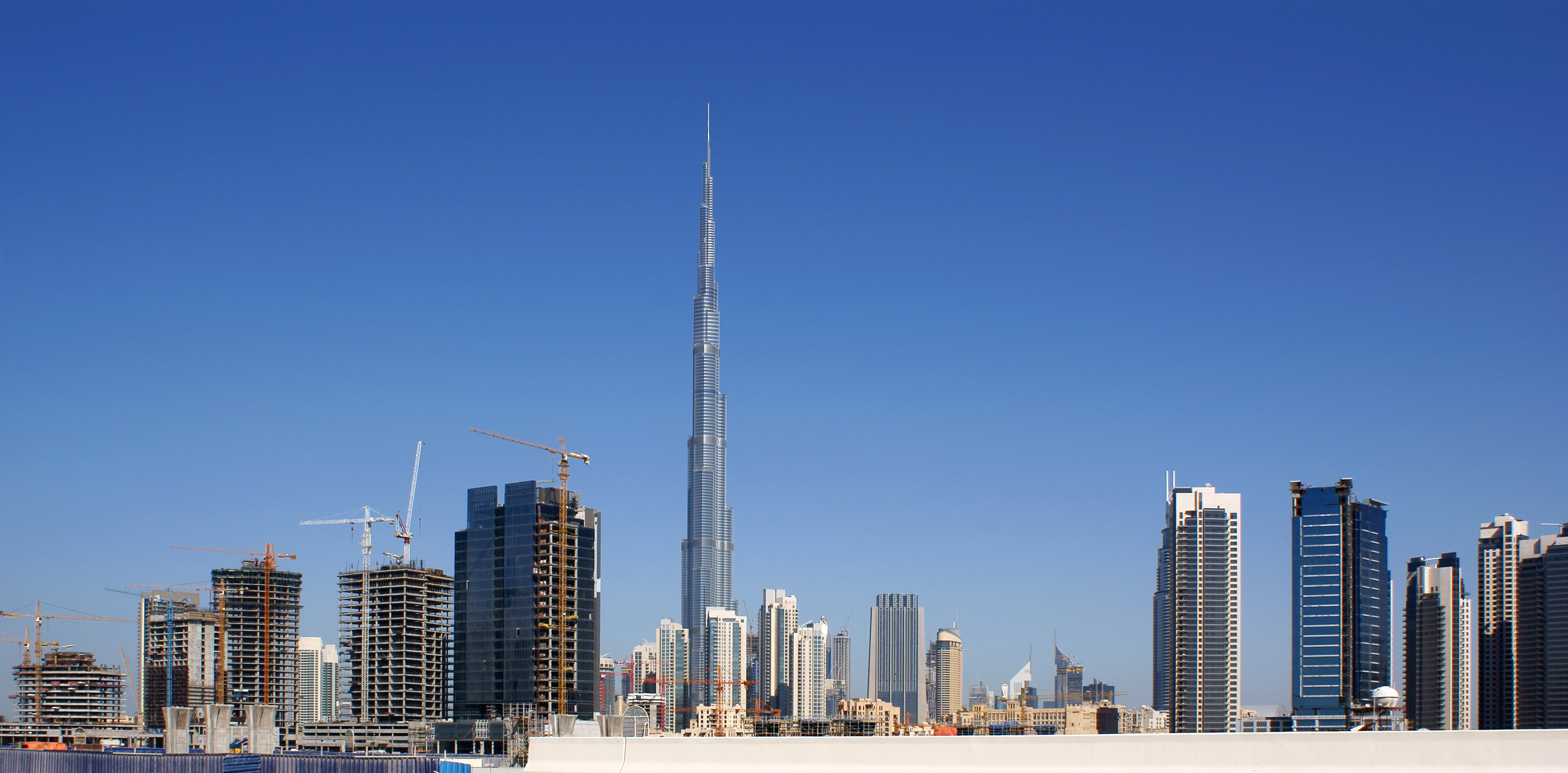
현재 세계에서 가장 높은 빌딩은 부르즈 할리파이다.

이 목록은 마천루 목록이다. 단, 마천루는 주거, 사무를 할 수 있는 '건물'을 지칭하기 때문에 도쿄 스카이트리나 에펠탑 같은 철골탑 등의 건축물은 포함하지 않는다. 현재 세계 최고층 건물은 약 5년의 공사기간 끝에, 2010년 1월 4일 개장한 아랍에미리트의 두바이에 있는 부르즈 할리파로, 지상 163F에 828m의 높이를 가지고 있다. 마천루에 대한 세계 기준은 없으나 일반적으로 200m 이상 건물을 마천루라고 하며, 대한민국에서 초고층 건물은 건축법 시행령 제2조 18에 의하여 높이 200m 이상 또는 50F 이상인 건축물을 말한다.

## 순위 기준 및 대안

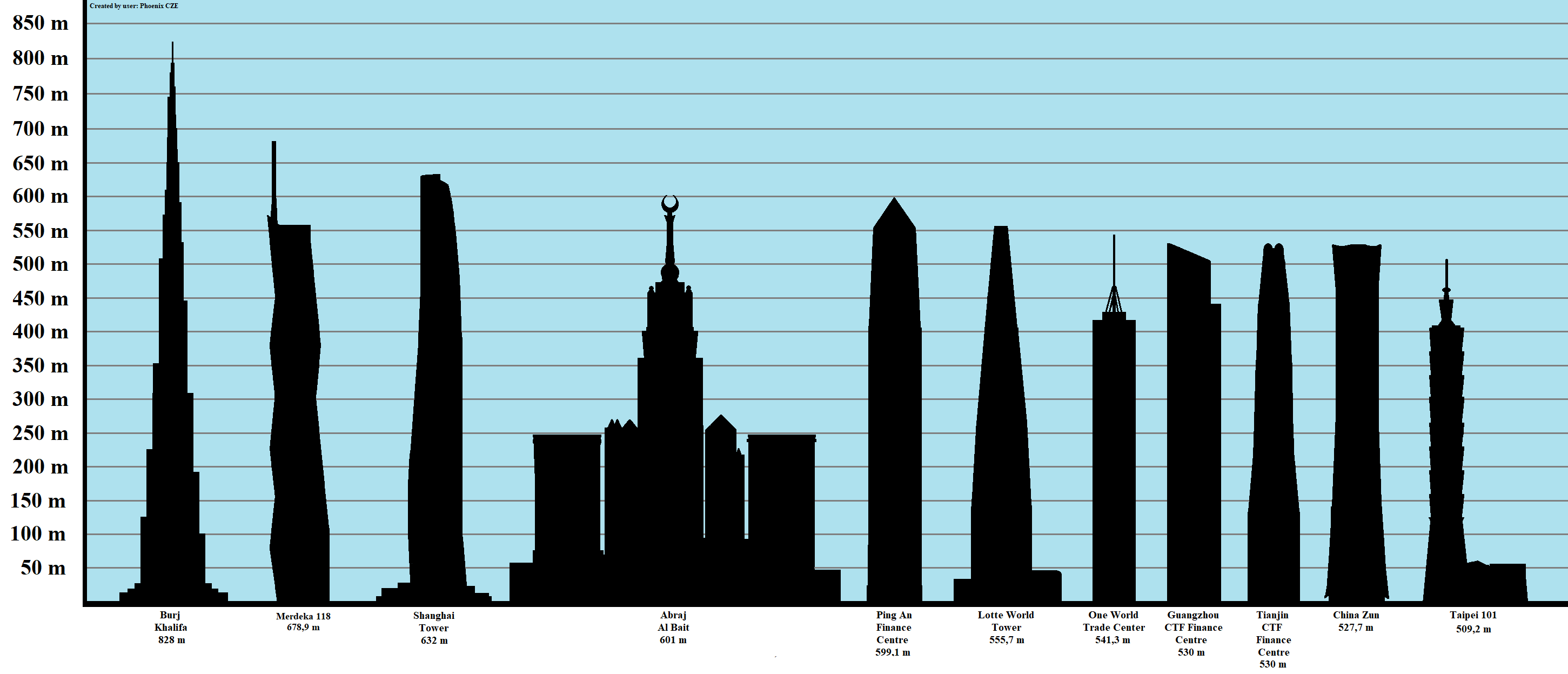
세계에서 가장 높은 마천루.

국제 비영리기구인 세계초고층도시건축학회(CTBUH)는 1969년에 설립되어 "세계에서 가장 높은 건물"이라는 칭호를 발표하고 건물이 측정되는 표준을 설정한다. 그것은 세계에서 가장 높은 100채의 건물 목록을 유지한다. 조직은 현재 가장 높은 두바이에 있는 부르즈 할리파는 828 m (2,717 ft)로 가장 높다. 그러나 CTBUH는 완공된 건물만 포함시키며 이 기사의 목록에 포함된 일부 건물은 CTBUH가 완공하지 않은 것으로 간주된다.
1996년의 여부에 분쟁에 대한 응답으로 페트로나스 트윈 타워 또는 시어스 타워는 높았다. 위원회는 상장과 네 가지 범주에 건물을 평가:
- 구조적 또는 건축상의 높이;
- 가장 높은 점령 층의 바닥까지의 높이;
- 지붕 상단까지의 높이 (2009년 11월 범주에서 제외됨)[5]과
- 건물의 어느 부분보다도 높이.

첨탑은 건축물의 건축 디자인의 중요한 부분으로 간주되며 건물의 외관과 디자인이 변경되면 건물은 추가되거나 제거될 수 있다. 그들의 첨탑이 있는 페트로나스 트윈 타워는 페트로나스 트윈 타워의 낮은 지붕과 가장 낮은 지점에도 불구하고 안테나로 윌리스 타워(이전의 시어즈 타워)보다 높은 등급을 얻었다.
1996년까지 세계에서 가장 높은 건물은 첨탑을 포함하여 가장 높은 건축 요소의 꼭대기까지의 높이로 정의되었지만 안테나는 포함하지 않았다. 이것은 맨해튼 빌딩 은행과 크라이슬러 빌딩 간의 경쟁을 불러 일으켰다. 맨해튼 빌딩 은행은 짧은 첨탑을 사용했으며 높이가 282.5m (927ft)였고 최고층 점유 층 (1996년 기준으로 가장 높은 빌딩 기준)의 두 번째 범주를 차지했다. 대조적으로 크라이슬러 빌딩은 건물 높이가 381m (125ft)인 매우 큰 건물로 건물 안쪽에 비밀리에 조립되어 총 높이가 318.9m(1,046ft)인 세계에서 가장 높은 빌딩의 칭호를 받았다. 두 건물의 첨탑이 제외된 경우 높이가 더 짧다.
맨해튼 빌딩 은행의 컨설팅 건축가인 슈리 브 앤 램(Shreve & Lamb)은 크라이슬러의 승리로 화제를 모으고 건물이 실제로 가장 높다고 주장하는 신문 기사를 썼다. 그들은 맨해튼 빌딩의 전망대가 크라이슬러 빌딩의 꼭대기 층보다 약 30m(100ft) 위에 있다는 것을 지적했다. 크라이슬러 빌딩의 첨탑은 엄격하게 장식되어 있고 접근할 수 없었다.
현재 부르즈 할리파(Burj Khalifa)는 어느 기준을 적용하든 상관없이 약간의 마진을 두고 있다.

## 350미터 이상의 마천루 목록
2024년 기준으로, 이 목록에는 가장 높은 마천루 특성에 따라 350m 이상 높이에 도달한 71개 건물 (완공되고 건축 학적으로 쌓여있는 건물)이 모두 포함되어 있다. 이들 건물은 모두 APEC 또는 OPEC 회원국에 위치해 있으며, 이 중 27% (48%)가 중국에 거주하고 있다. OECD 회원국 중에서는 대한민국과 미국이 순위권에 올라와 있다. 가장 높은 마천루로 기록된 지난 7개 건물 중 6개 건물은 2001년 9월 11일의 공격으로 파괴된 이후 원래의 세계 무역 센터의 북쪽 타워를 제외하고는 여전히 목록에 있어. 세계 무역 센터가 아직도 오늘까지 있었다면 목록에 번호 24와 25를 채울 것이다. (또는 재건된 1월드 트레이드 센터가 건설되지 않았다고 가정 할 수 있기 때문에 23 및 24).
| 굵은 글씨 | 한때 세계에서 가장 높은 마천루였음을 나타낸다. |

| 순위 | 마천루                                    | 도시             | 국가           | 높이 (m) | 높이 (ft) | 층수 | 완공 연도 |
| ---- | ----------------------------------------- | ---------------- | -------------- | -------- | --------- | ---- | --------- |
| 1    | 부르즈 할리파                             | 두바이           | 아랍에미리트   | 828 m    | 2,717 ft  | 163  | 2010      |
| 2    | 메르데카 118                              | 쿠알라룸푸르     | 말레이시아     | 678.9m   | 2,227 ft  | 118  | 2023      |
| 3    | 상하이 타워                               | 상하이시         | 중국           | 632 m    | 2,073 ft  | 128  | 2015      |
| 4    | 아브라즈 알 바이트 클락 타워              | 메카             | 사우디아라비아 | 601 m    | 1,971 ft  | 120  | 2012      |
| 5    | 핑안국제금융센터                          | 선전시           | 중국           | 599 m    | 1,965 ft  | 115  | 2016      |
| 6    | 롯데월드타워                              | 서울특별시       | 대한민국       | 554.5 m  | 1,819 ft  | 123  | 2016      |
| 7    | 원 월드 트레이드 센터                     | 뉴욕             | 미국           | 541.3 m  | 1,776 ft  | 104  | 2014      |
| 8    | 광저우 CTF 파이낸스 센터                  | 광저우시         | 중국           | 530 m    | 1,739 ft  | 111  | 2016      |
| 9    | 톈진 CTF 파이낸스 센터                    | 톈진시           | 중국           | 530 m    | 1,739 ft  | 97   | 2019      |
| 10   | 차이나 준                                 | 베이징시         | 중국           | 527 m    | 1,732 ft  | 108  | 2018      |
| 11   | 타이베이 101                              | 타이베이시       | 타이완         | 509 m    | 1,667 ft  | 101  | 2004      |
| 12   | 상하이 세계금융센터                       | 상하이시         | 중국           | 492 m    | 1,614 ft  | 101  | 2008      |
| 13   | 국제상업센터                              | 홍콩             | 중국           | 484 m    | 1,588 ft  | 118  | 2010      |
| 14   | 우한 그린랜드 센터                        | 우한시           | 중국           | 475.6m   | 1,560ft   | 101  | 2023      |
| 15   | 센트럴 파크 타워                          | 뉴욕             | 미국           | 472.4m   | 1,550 ft  | 98   | 2021      |
| 16   | 라흐타 센터                               | 상트페테르부르크 | 러시아         | 462 m    | 1,516 ft  | 86   | 2018      |
| 17   | 랜드마크 81                               | 호찌민시         | 베트남         | 461.2 m  | 1,513 ft  | 81   | 2018      |
| 18   | 충칭 인터내셔널 트레이드 앤드 코머스 센터 | 충칭시           | 중국           | 458 m    | 1,503ft   | 99   | 2022      |
| 19   | 더 익스체인지 106                         | 쿠알라룸푸르     | 말레이시아     | 453.6m   | 1,488ft   | 95   | 2019      |
| 20   | 창사 IFS 타워 T1                          | 창사시           | 중국           | 452.1 m  | 1,483 ft  | 88   | 2017      |
| 21   | 페트로나스 트윈 타워 1                    | 쿠알라룸푸르     | 말레이시아     | 451.9 m  | 1,483 ft  | 88   | 1998      |
| 21   | 페트로나스 트윈 타워 2                    | 쿠알라룸푸르     | 말레이시아     | 451.9 m  | 1,483 ft  | 88   | 1998      |
| 23   | 지펑 타워                                 | 난징             | 중국           | 450 m    | 1,476 ft  | 89   | 2010      |
| 23   | 쑤저우 IFS                                | 쑤저우           | 중국           | 450 m    | 1,476 ft  | 92   | 2017      |
| 25   | 우한 센터                                 | 우한시           | 중국           | 443.1m   | 1,454ft   | 88   | 2019      |
| 26   | 윌리스 타워                               | 시카고           | 미국           | 442.1 m  | 1,450 ft  | 108  | 1974      |
| 27   | KK100                                     | 선전시           | 중국           | 442 m    | 1,449 ft  | 100  | 2011      |
| 28   | 광저우 국제금융센터                       | 광저우시         | 중국           | 440 m    | 1,440 ft  | 103  | 2010      |
| 29   | 111 웨스트 57번가                         | 뉴욕             | 미국           | 435.3 m  | 1,428 ft  | 84   | 2020      |
| 30   | 원 밴더빌트                               | 뉴욕             | 미국           | 427 m    | 1,401 ft  | 58   | 2020      |
| 31   | 432 파크 애비뉴                           | 뉴욕             | 미국           | 425.5 m  | 1,396 ft  | 88   | 2015      |
| 32   | 마리나 101                                | 두바이           | 아랍에미리트   | 425 m    | 1,394 ft  | 101  | 2015[A]   |
| 33   | 트럼프 인터내셔널 호텔 앤 타워            | 시카고           | 미국           | 423.2 m  | 1,388 ft  | 98   | 2009      |
| 34   | 둥관 인터내셔널 트레이드 센터             | 둥관시           | 중국           | 422.6m   | 1,386ft   | 85   | 2021      |
| 35   | 진마오 타워                               | 상하이시         | 중국           | 421 m    | 1,380 ft  | 88   | 1999      |
| 36   | 프린세스 타워                             | 두바이           | 아랍에미리트   | 414 m    | 1,358 ft  | 101  | 2012      |
| 37   | 알 함라 타워                              | 쿠웨이트시티     | 쿠웨이트       | 413 m    | 1,354 ft  | 80   | 2011      |
| 38   | 제2 국제금융센터                          | 홍콩             | 중국           | 412 m    | 1,352 ft  | 88   | 2003      |
| 39   | 해운대 엘시티 더샵 랜드마크 타워          | 부산광역시       | 대한민국       | 411.6 m  | 1,352 ft  | 101  | 2019      |
| 40   | 광시 중국 자원 타워                       | 난닝시           | 중국           | 402.7 m  | 1,321 ft  | 85   | 2020      |
| 41   | 구이양 무역센터 타워 1                    | 구이양시         | 중국           | 401 m    | 1,316 ft  | 79   | 2021      |
| 42   | 중국자원본부                              | 선전시           | 중국           | 392.5 m  | 1,288 ft  | 67   | 2017      |
| 43   | 23 마리나                                 | 두바이           | 아랍에미리트   | 392.4 m  | 1,287 ft  | 89   | 2012      |
| 44   | 시틱 플라자                               | 광저우시         | 중국           | 390.2 m  | 1,280 ft  | 80   | 1996      |
| 45   | 시티마크 센터                             | 선전             | 중국           | 388.3m   | 1,274ft   | 70   | 2022      |
| 46   | 션입 어퍼힐즈 타워 1                      | 선전             | 중국           | 388.1 m  | 1,273 ft  | 80   | 2020      |
| 47   | 30 허드슨 야드                            | 뉴욕             | 미국           | 386.6 m  | 1,268 ft  | 73   | 2019      |
| 48   | 캐피탈 마켓 아우토리티 헤드쿼터스         | 리야드           | 사우디아라비아 | 385 m    | 1,263 ft  | 77   | 2016      |
| 49   | 션힝 스퀘어                               | 선전             | 중국           | 384 m    | 1,260 ft  | 69   | 1996      |
| 50   | 에톤 플레이스 다롄 타워 1                 | 다롄             | 중국           | 383 m    | 1,257 ft  | 81   | 2015      |
| 51   | 탐린나인                                  | 자카르타         | 인도네시아     | 382.9m   | 1,256ft   | 75   | 2022      |
| 52   | 로건 세기 센터 1                          | 난닝             | 미국           | 381.3 m  | 1,251 ft  | 82   | 2018      |
| 53   | 부르즈 모하메드 빈 라시드                 | 아부다비         | 아랍에미리트   | 381 m    | 1,251 ft  | 88   | 2014      |
| 54   | 엠파이어 스테이트 빌딩                    | 뉴욕             | 미국           | 381 m    | 1,250 ft  | 102  | 1931      |
| 55   | 엘리트 레지던스                           | 두바이           | 아랍에미리트   | 381 m    | 1,248 ft  | 87   | 2012      |
| 56   | 센트럴 플라자                             | 홍콩             | 중국           | 373.9 m  | 1,226 ft  | 78   | 1992      |
| 57   | 선전센터                                  | 선전시           | 중국           | 375.6m   | 1,232ft   | 70   | 2021      |
| 58   | 센트럴 플라자                             | 홍콩             | 중국           | 373.9m   | 1,227ft   | 78   | 1992      |
| 59   | 페더레이션 타워 이스트                    | 모스크바         | 러시아         | 373.7 m  | 1,226 ft  | 95   | 2016      |
| 60   | 다롄 국제무역센터                         | 다롄시           | 중국           | 370.2 m  | 1,214 ft  | 86   | 2019      |
| 61   | 어드레스 불러바드                         | 두바이           | 아랍에미리트   | 368 m    | 1,207 ft  | 72   | 2017      |
| 62   | 하이티안 센터 타워 2                      | 칭다오시         | 중국           | 368.9m   | 1,210ft   | 73   | 2021      |
| 63   | 골든 이글 톈디 타워 A                     | 난징시           | 중국           | 368.1 m  | 1,208 ft  | 76   | 2019      |
| 64   | 중국은행 타워                             | 홍콩             | 중국           | 367 m    | 1,205 ft  | 70   | 1990      |
| 65   | 뱅크 오브 아메리카 타워                   | 뉴욕             | 미국           | 365.8 m  | 1,200 ft  | 54   | 2009      |
| 66   | 비스타 타워                               | 시카고           | 미국           | 362.9m   | 1,191ft   | 92   | 2020      |
| 67   | 알마스 타워                               | 두바이           | 아랍에미리트   | 360 m    | 1,181 ft  | 68   | 2009      |
| 67   | 지난 핑안 파이낸스 센터 타워 1            | 지난시           | 중국           | 360 m    | 1,181 ft  | 65   | 2023      |
| 69   | 한징 센터                                 | 선전시           | 중국           | 358.9 m  | 1,148 ft  | 65   | 2018      |
| 70   | 그린랜드 그룹 쑤저우 센터                 | 쑤저우시         | 중국           | 358m     | 1,175ft   | 77   | 2022      |
| 71   | 아흐메드 압둘 라힘 알 아타르 타워         | 두바이           | 아랍에미리트   | 356.3 m  | 1,169 ft  | 75   | 2017      |
| 72   | 갤럭시 월드 타워 1                        | 선전시           | 중국           | 356m     | 1,168ft   | 71   | 2023      |
| 72   | 갤럭시 월드 타워 2                        | 선전시           | 중국           | 356m     | 1,168ft   | 71   | 2023      |
| 72   | 알프리모 타워                             | 두바이           | 아랍에미리트   | 356m     | 1,168ft   | 79   | 2022      |
| 75   | JW 매리엇 마키스 두바이 타워 1            | 두바이           | 아랍에미리트   | 355 m    | 1,166 ft  | 82   | 2012      |
| 75   | JW 매리엇 마키스 두바이 타워 1            | 두바이           | 아랍에미리트   | 355 m    | 1,166 ft  | 82   | 2012      |
| 77   | 에미레이트 오피스 타워                    | 두바이           | 아랍에미리트   | 355 m    | 1,163 ft  | 54   | 2000      |
| 78   | 래플스 시티 충칭 T3N                      | 충칭시           | 중국           | 354.5 m  | 1,163 ft  | 79   | 2019      |
| 78   | 래플스 시티 충칭 T4N                      | 충칭시           | 중국           | 354.5 m  | 1,163 ft  | 79   | 2019      |
| 80   | OKO 사우스 타워                           | 모스크바         | 러시아         | 354 m    | 1,160 ft  | 85   | 2015      |
| 81   | 더 마리나 토치                            | 두바이           | 아랍에미리트   | 352 m    | 1,155 ft  | 86   | 2011      |
| 82   | 포럼 66 타워 1                            | 선양시           | 중국           | 350.6 m  | 1,150 ft  | 68   | 2015      |
| 83   | 더 피나클                                 | 광저우시         | 중국           | 350.3 m  | 1,149 ft  | 60   | 2012      |
| 84   | 시안 글로리 인터네셔널 파이낸스 센터      | 시안시           | 중국           | 350 m    | 1,148 ft  | 75   | 2020      |
| 85   | 스프링 시티 66                            | 쿤밍시           | 중국           | 349m     | 1,145ft   | 61   | 2020      |

## 갤러리

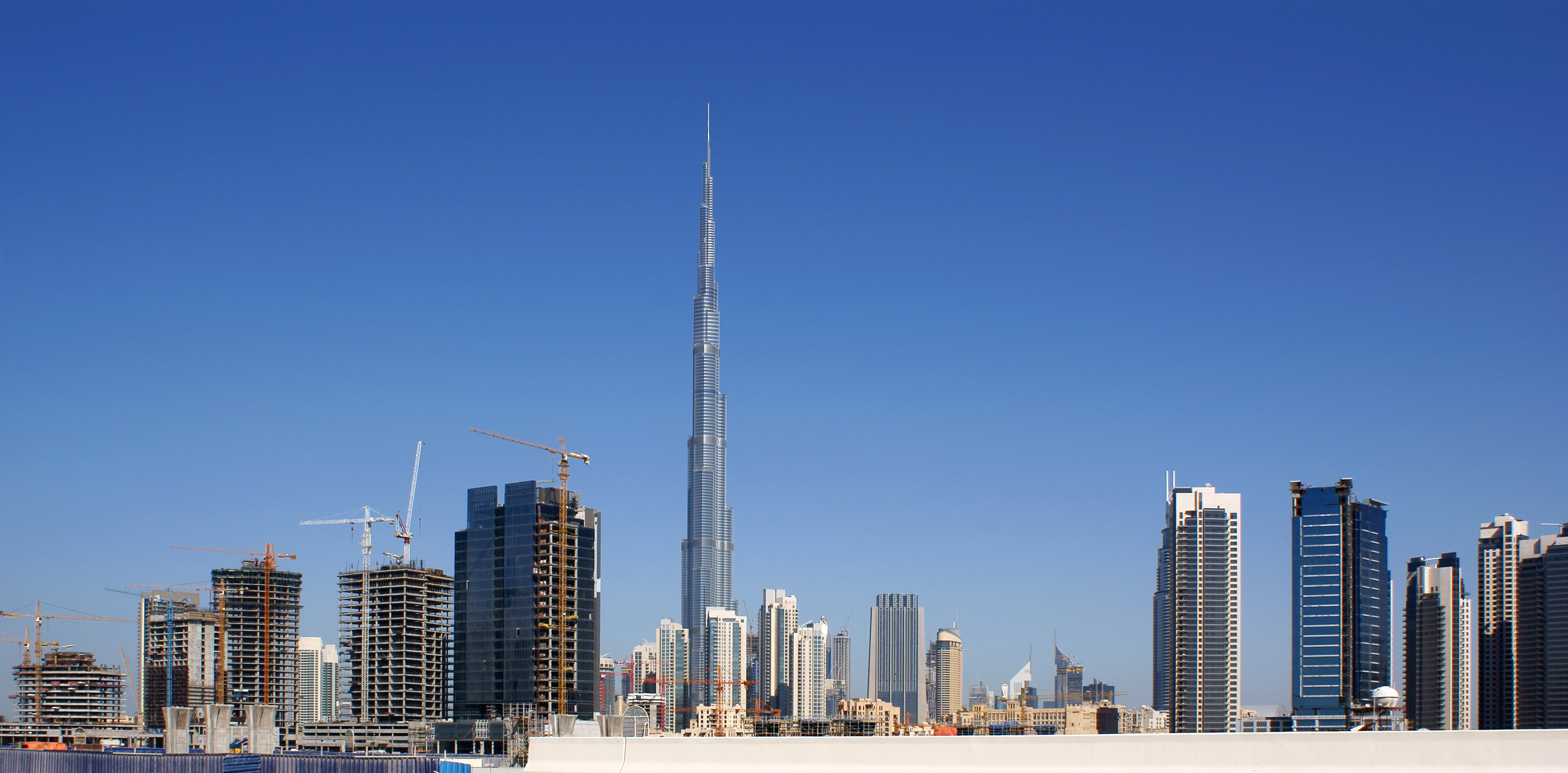
아랍에미레이트 두바이에 있는 부르즈 할리파는 세계에서 가장 높은 마천루다.
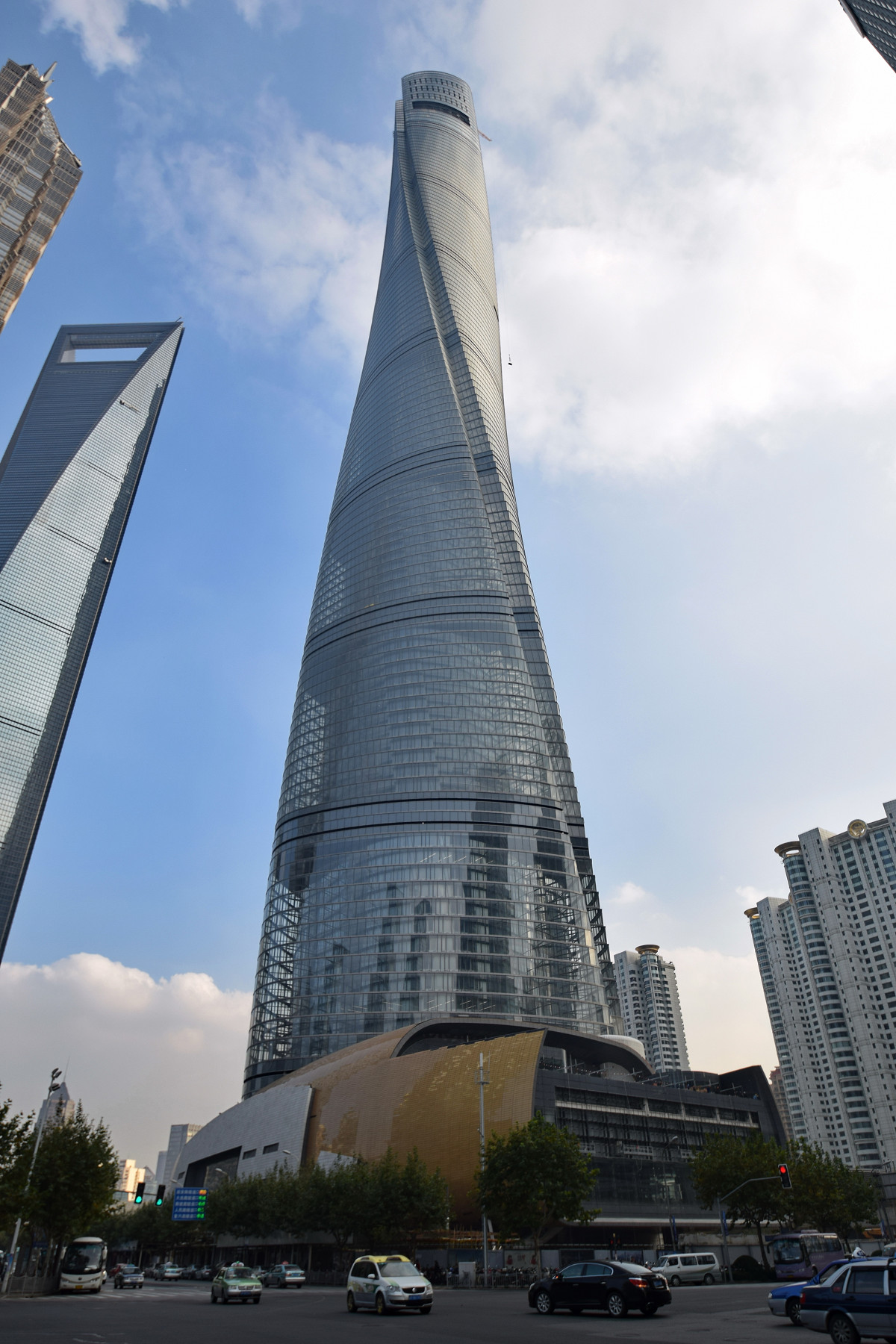
중화인민공화국 상하이에 있는 상하이 타워는 두 번째로 높은 마천루다.
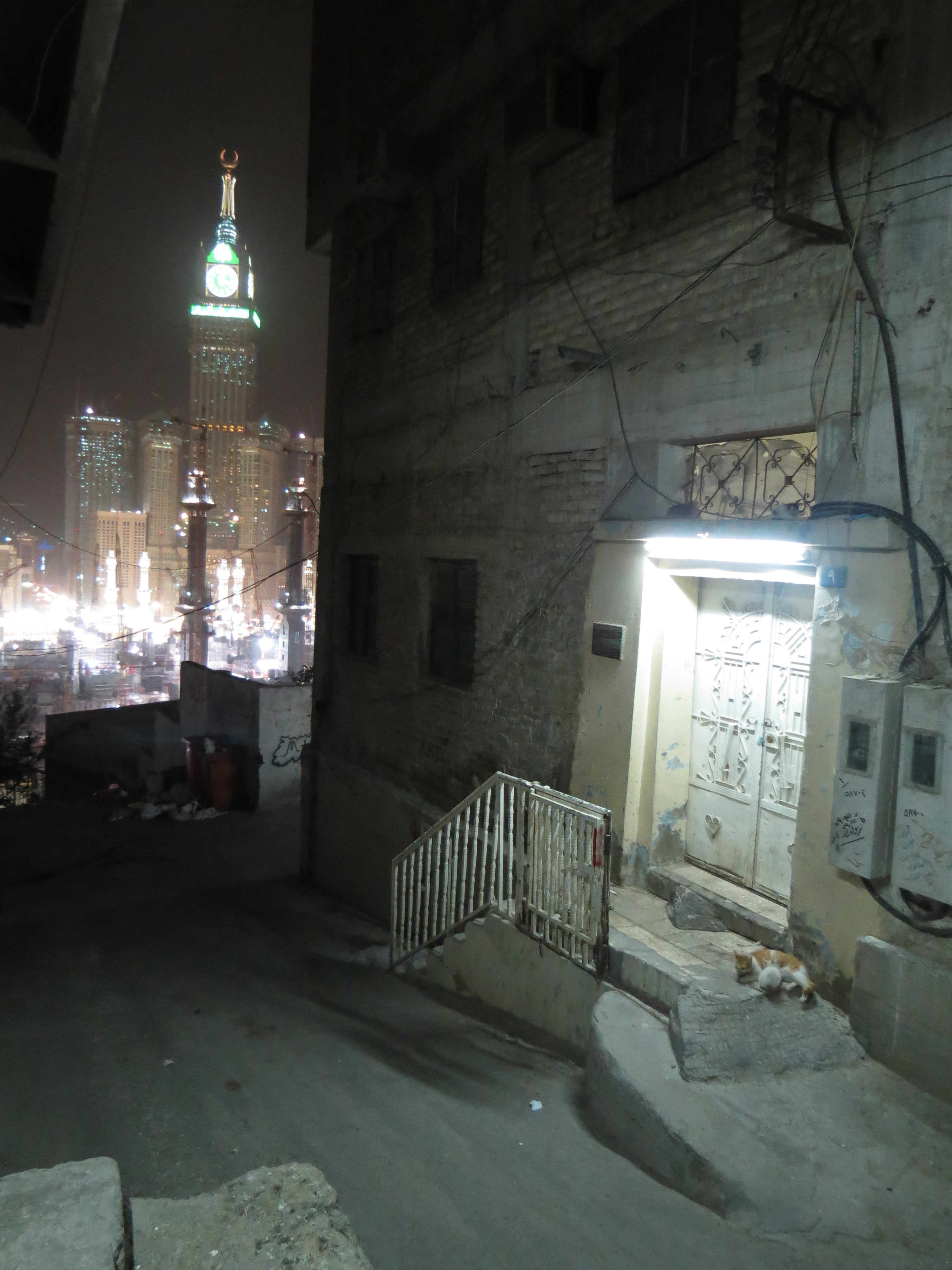
사우디아라비아 메카에 있는 아브라즈 알 바이트는 세 번째로 높은 마천루다.
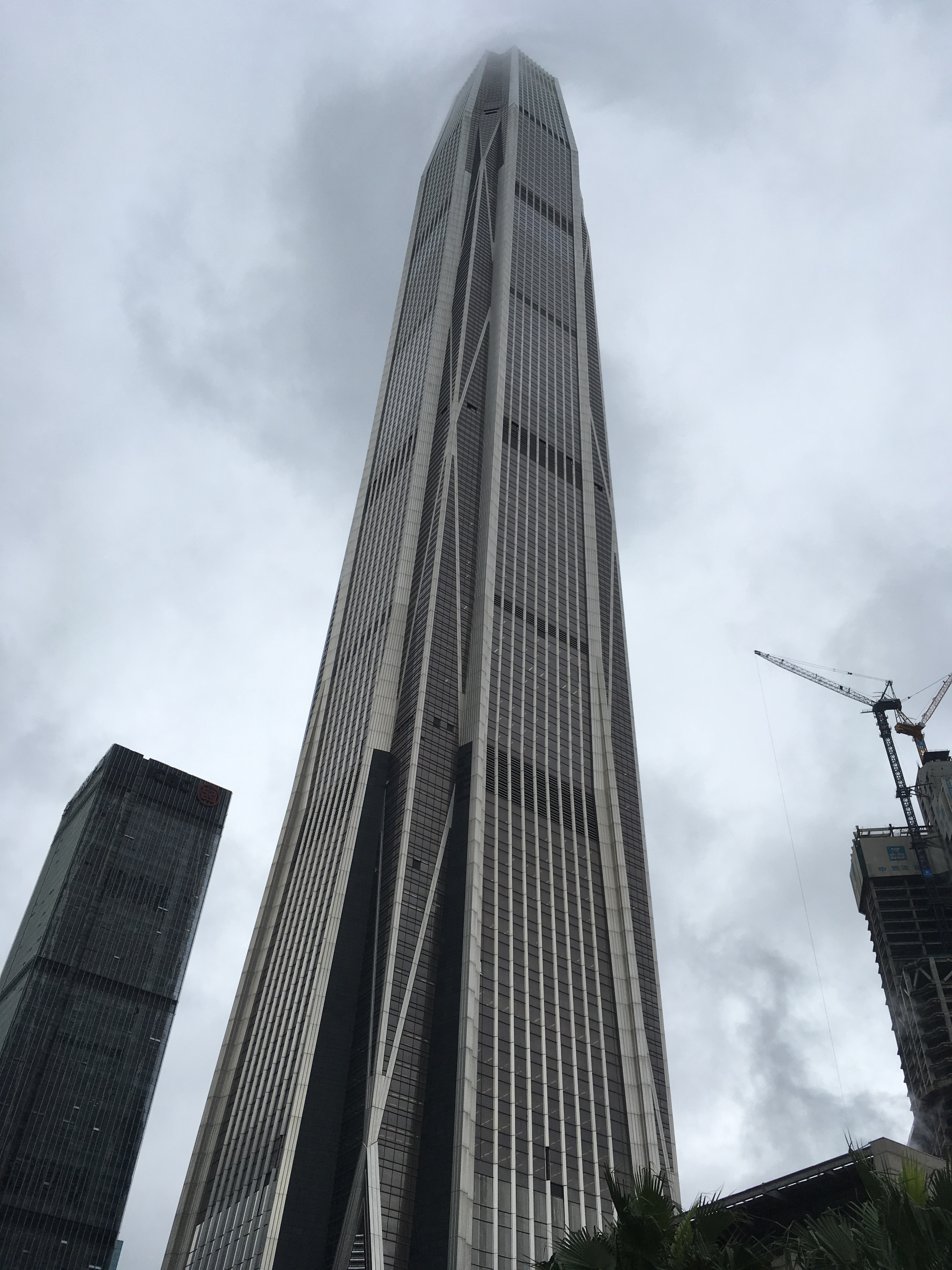
중화인민공화국 광둥성에 있는 핑안 국제금융센터는 네 번째로 높은 마천루다.
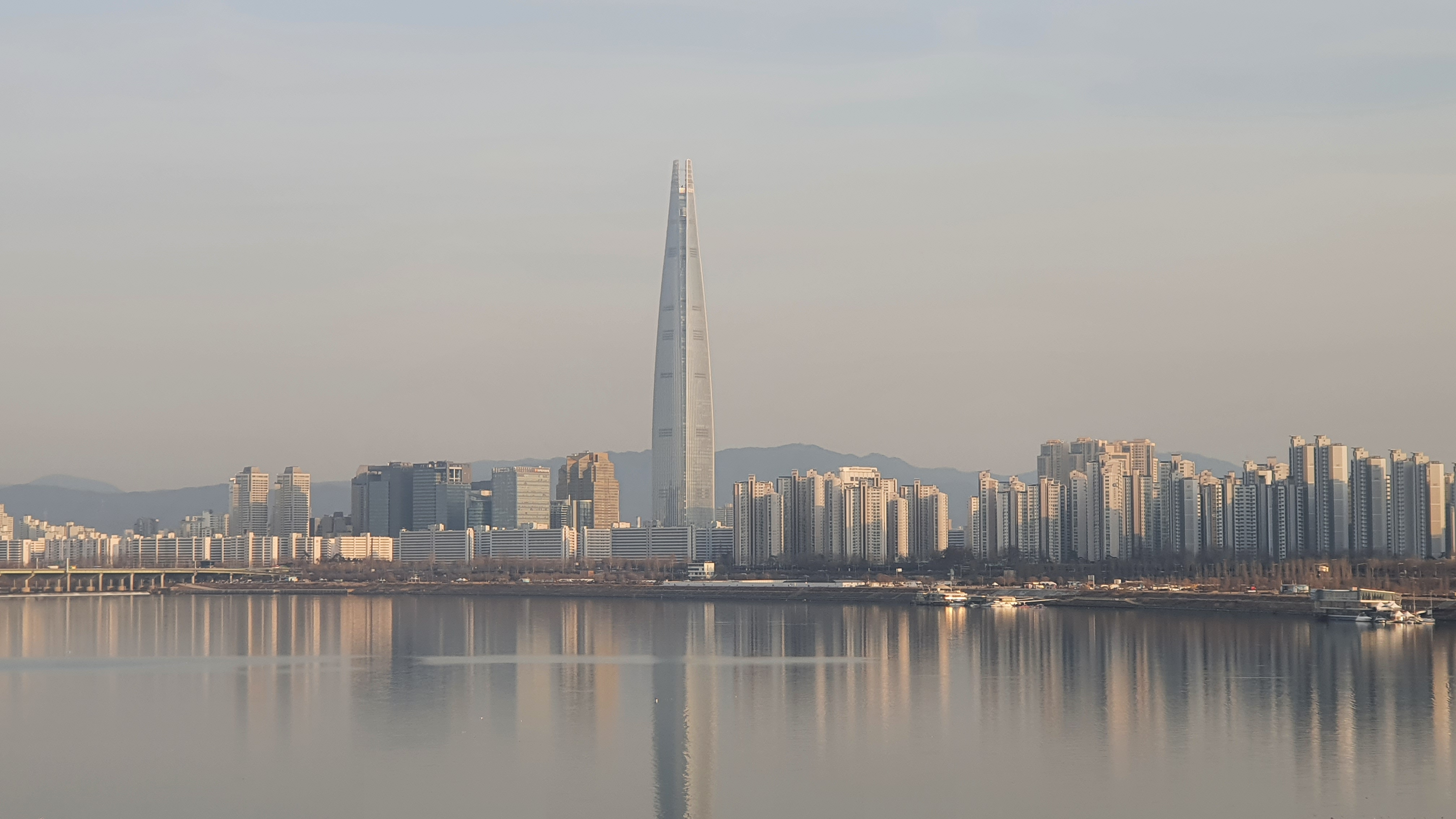
대한민국 서울에 있는 롯데월드타워는 다섯 번째로 높은 마천루며 대한민국과 OECD 회원국에서 가장 높은 마천루다.
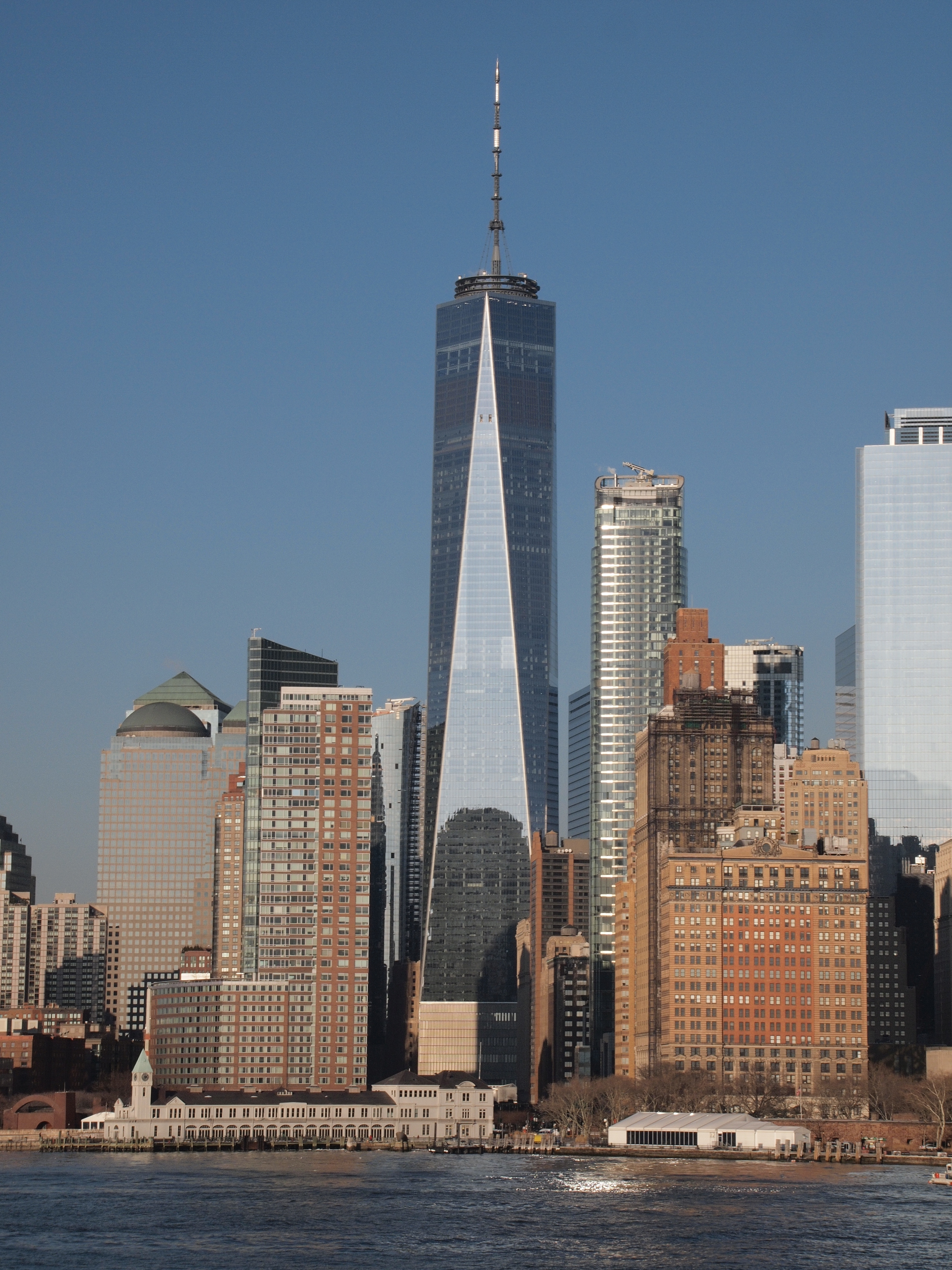
미국 뉴욕에 있는 원 월드 트레이드 센터는 세계에서 여섯 번째로 높은 마천루며 서반구에서 가장 높은 마천루다.
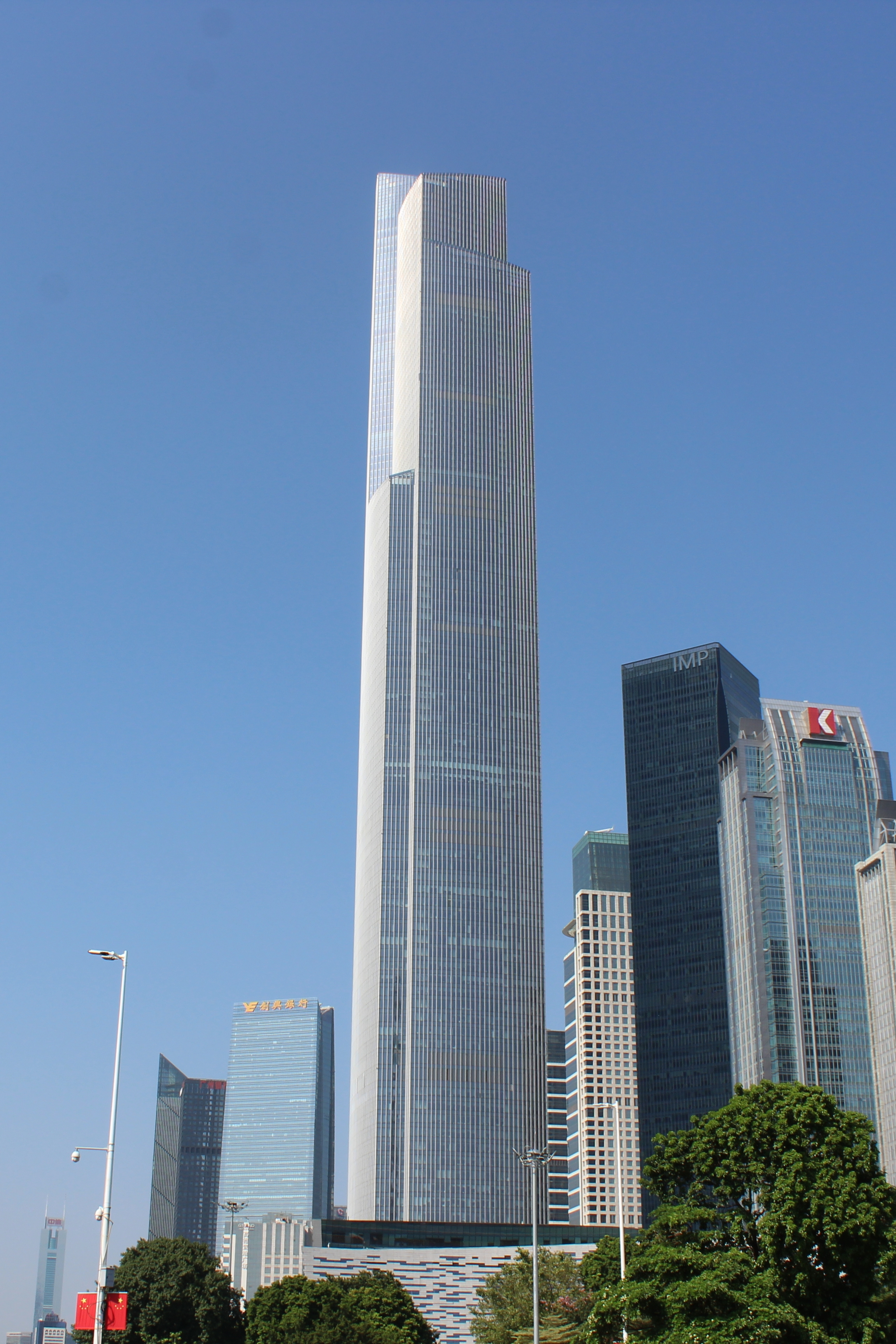
중화인민공화국 광저우에 있는 광저우 CTF 금융 센터는 일곱 번째로 높은 마천루다.
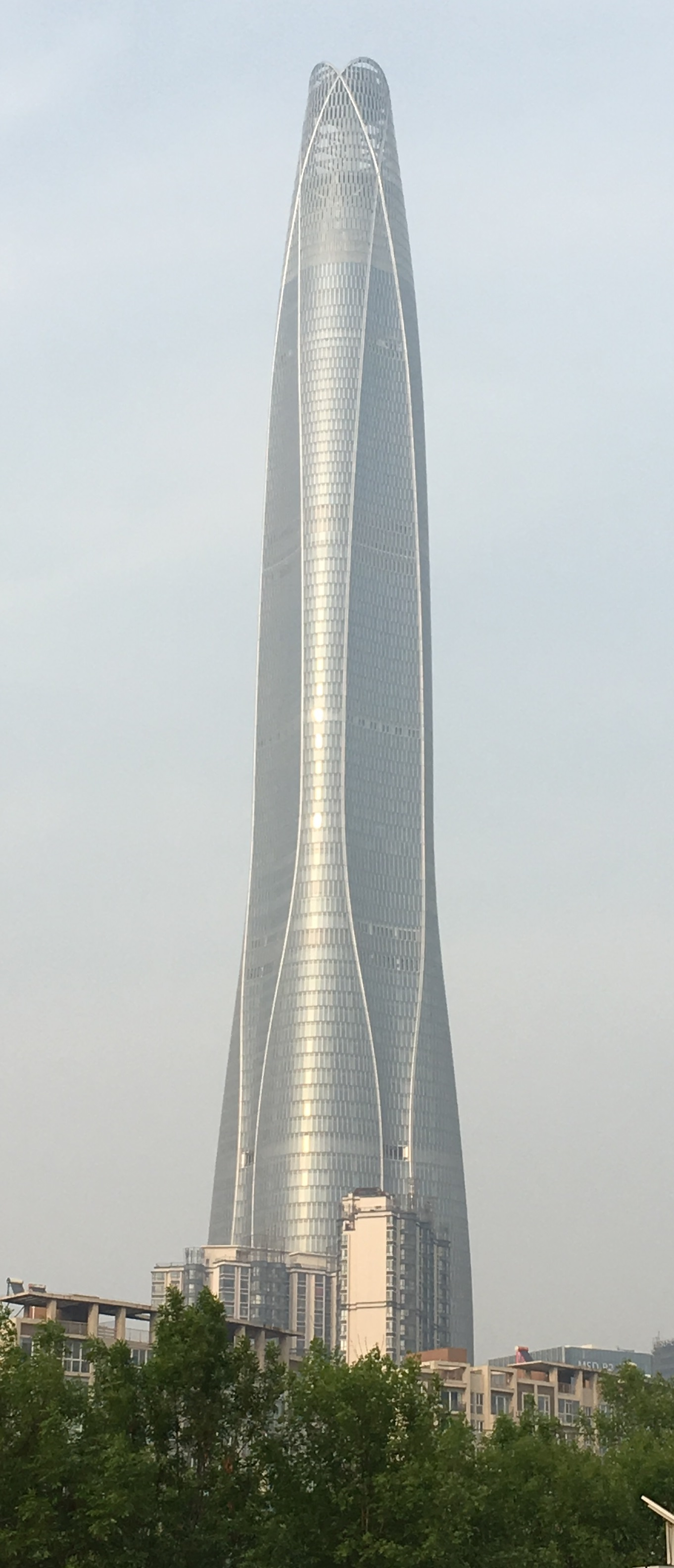
중화인민공화국 톈진에 있는 톈진 CTF 금융 센터는 여덟 번째로 높은 마천루다.
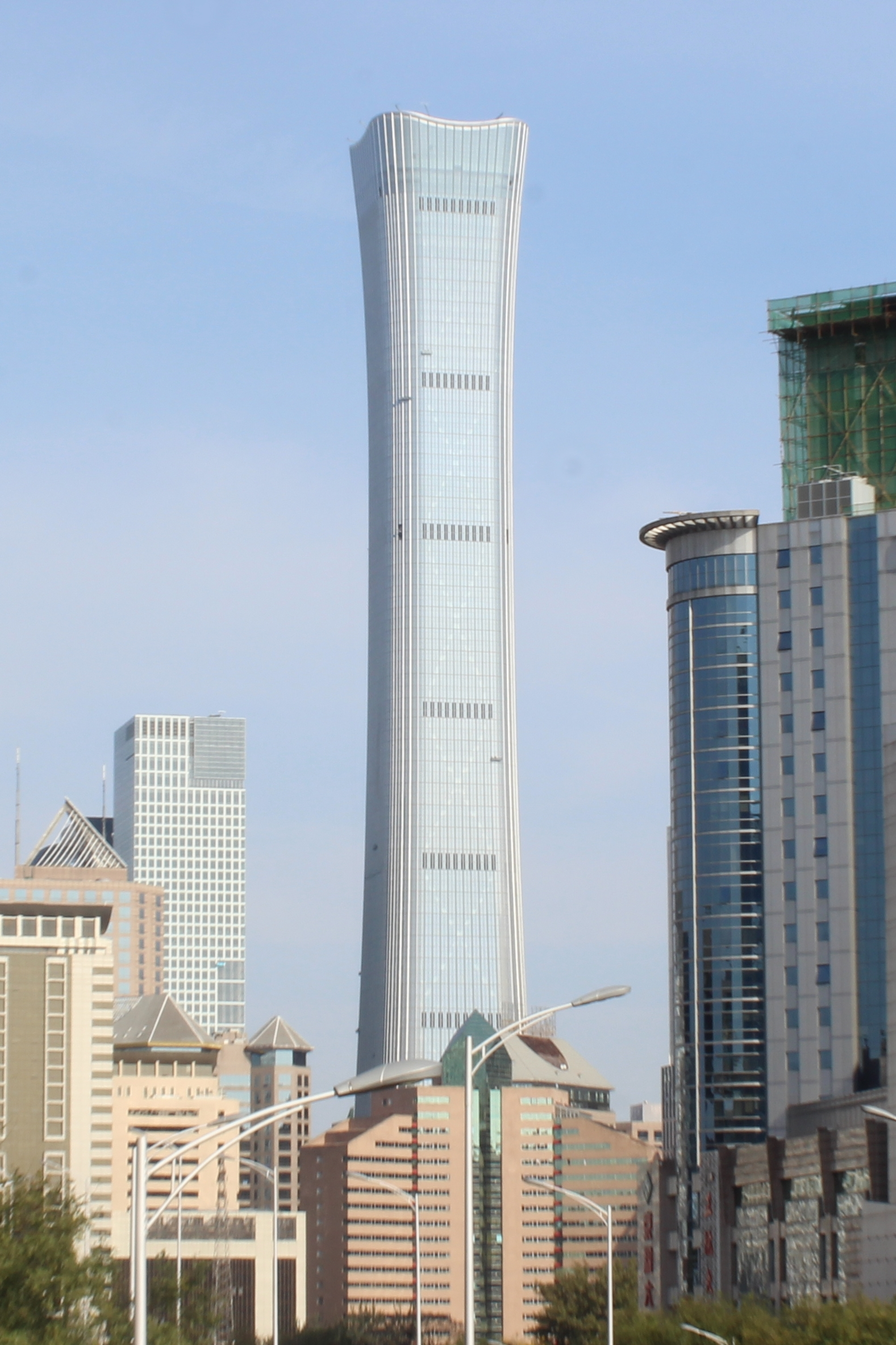
중화인민공화국 베이징에 있는 중국존은 아홉 번째로 높은 마천루다.
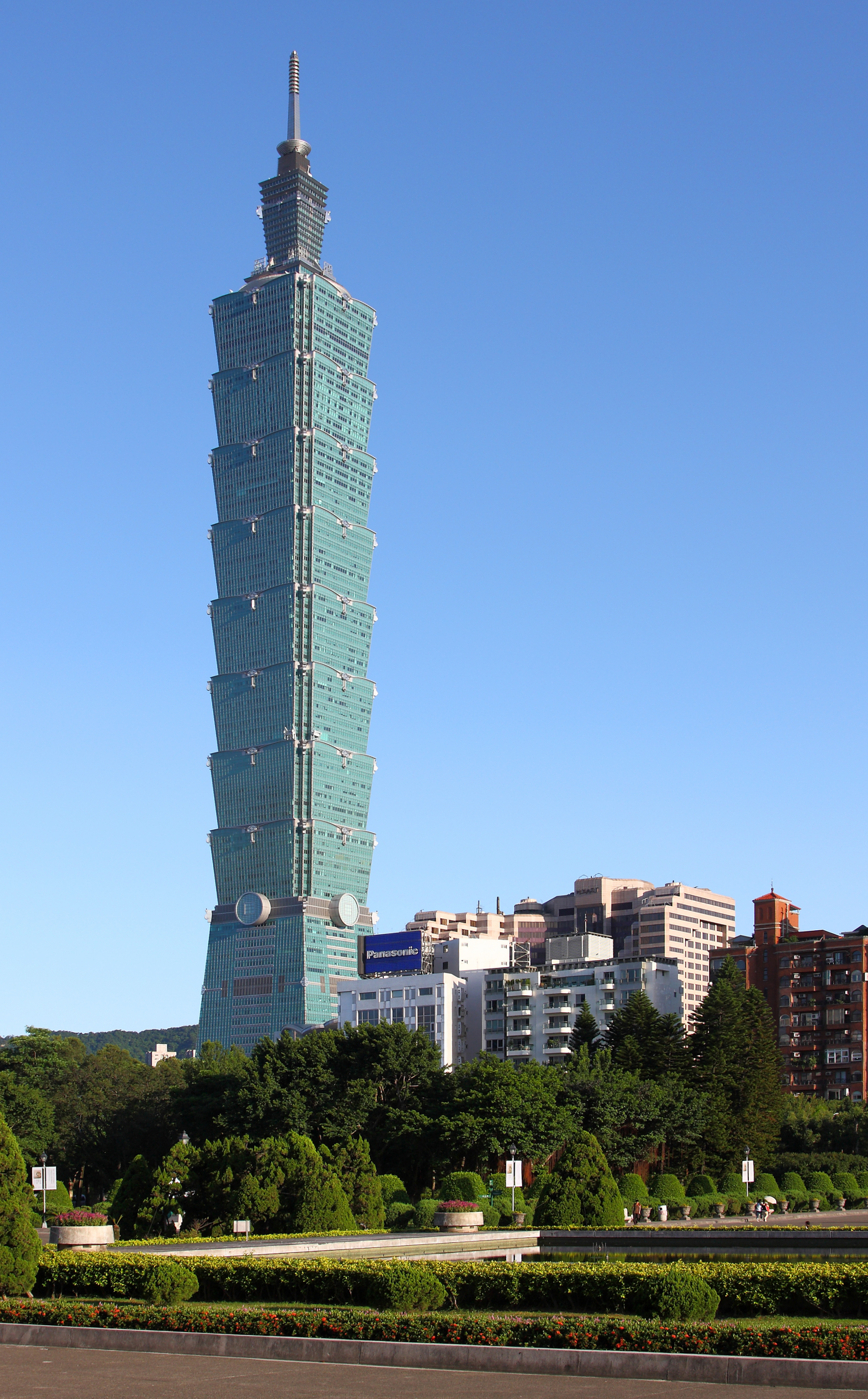
중화민국 타이베이에 있는 타이베이 101 빌딩은 2004년부터 2010년까지 세계에서 가장 높은 마천루였다. 지금은 10번째다.
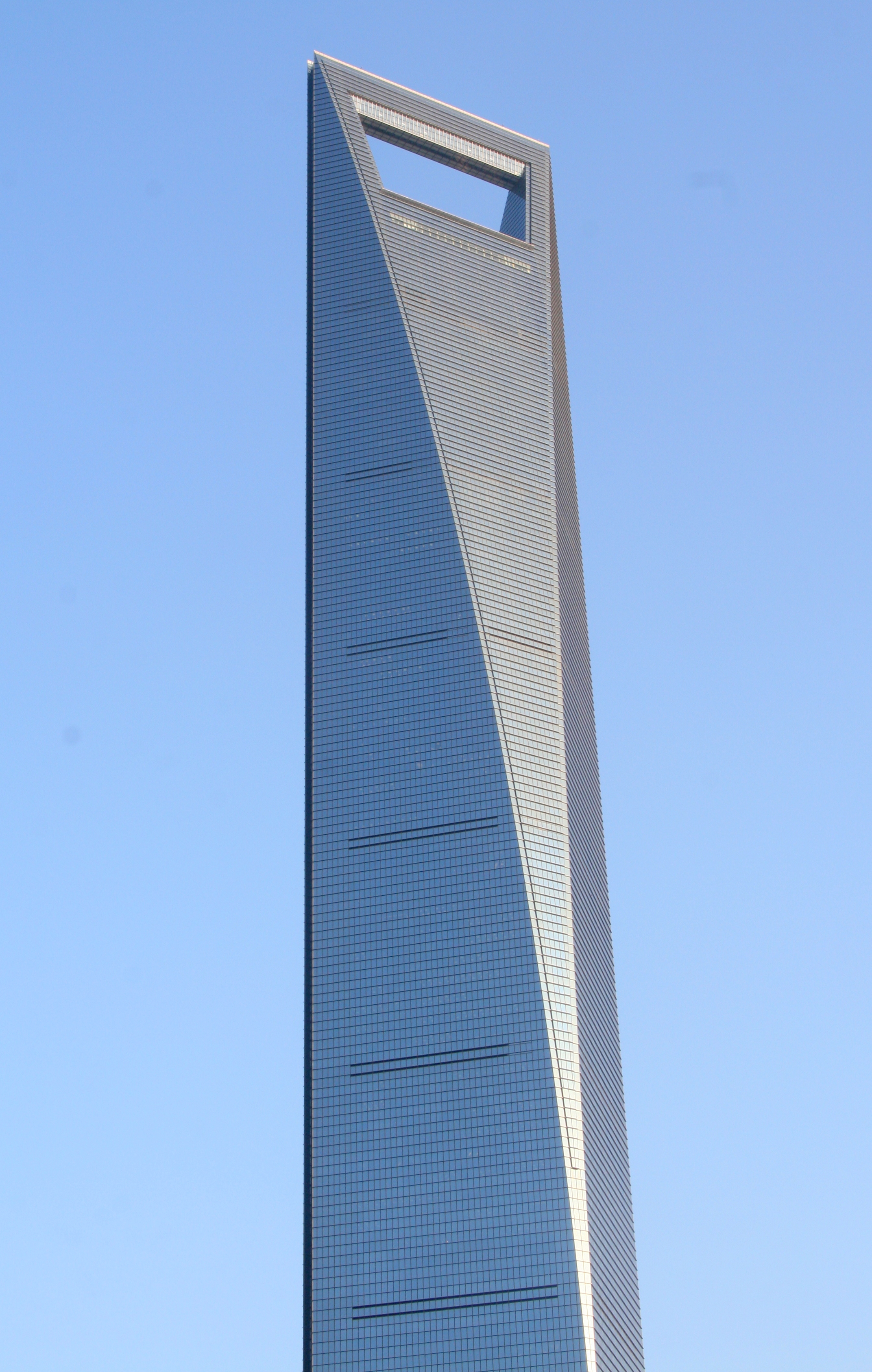
중화인민공화국 상하이에 있는 상하이 세계금융센터는 열한 번째로 높은 마천루다.
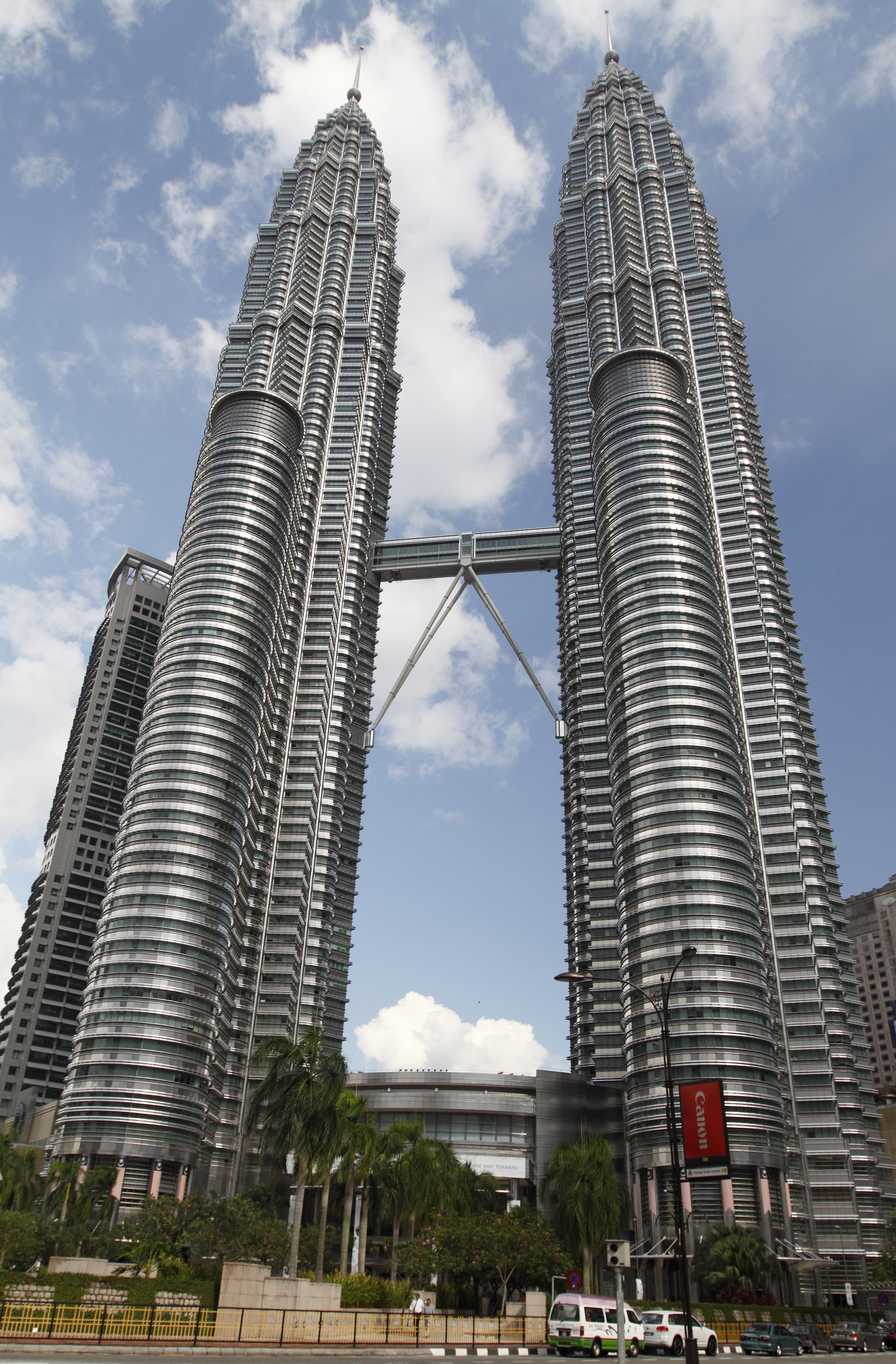
말레이시아 쿠알라룸푸르에 있는 페트로나스 트윈 타워는 1998년부터 2004년까지 가장 높은 마천루였으며 여전히 가장 높은 쌍둥이 마천루다.
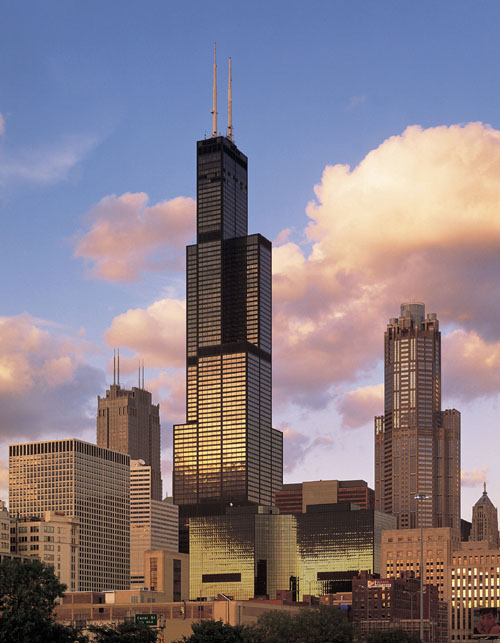
이전 미국 시카고의 시어스 타워였던 윌리스 타워는 1974년부터 1998년까지 가장 높은 마천루였다.
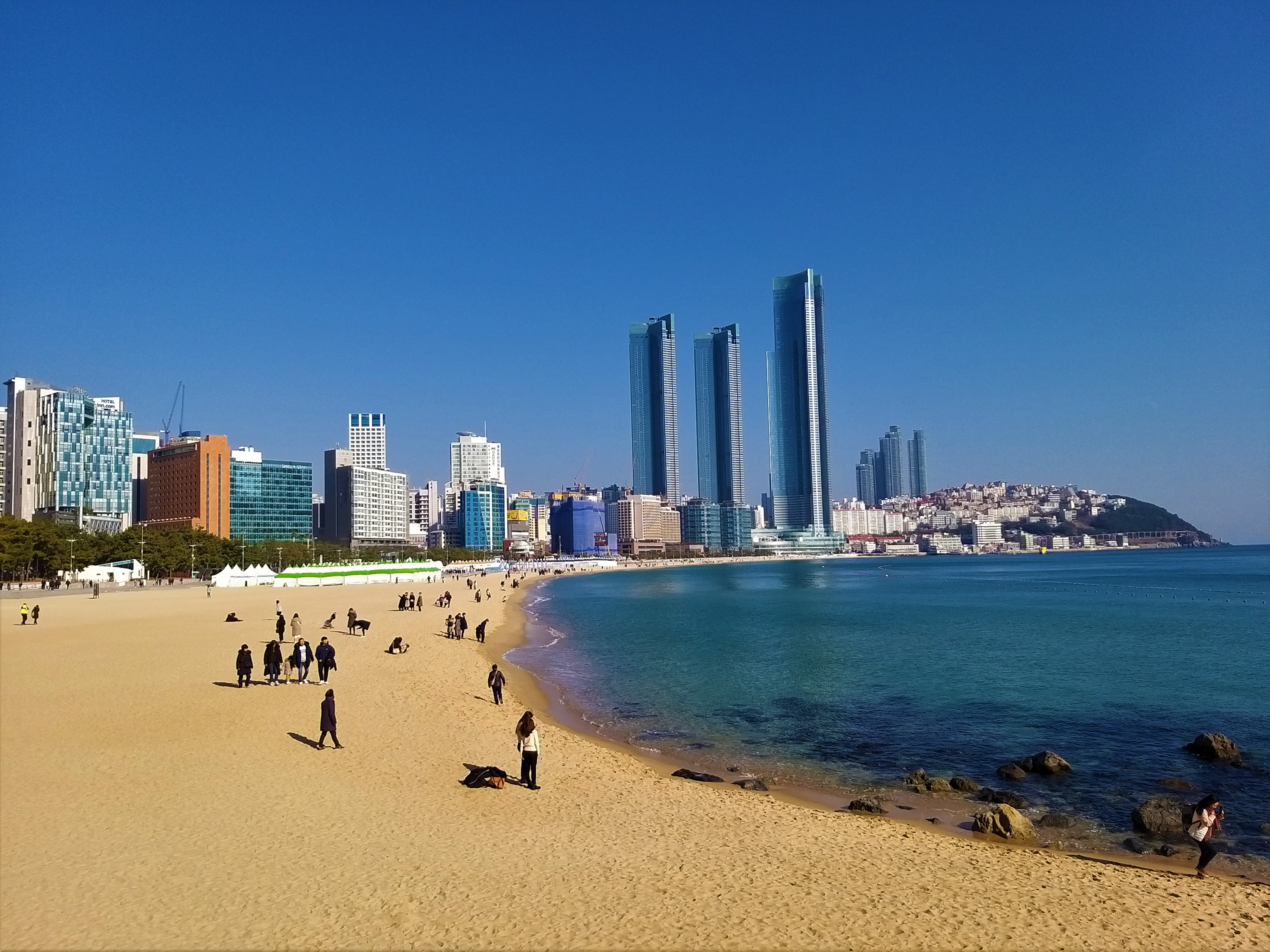
대한민국 부산에 있는 해운대 엘시티 더샵 랜드마크 타워는 대한민국에서 두 번째로 높은 마천루다.
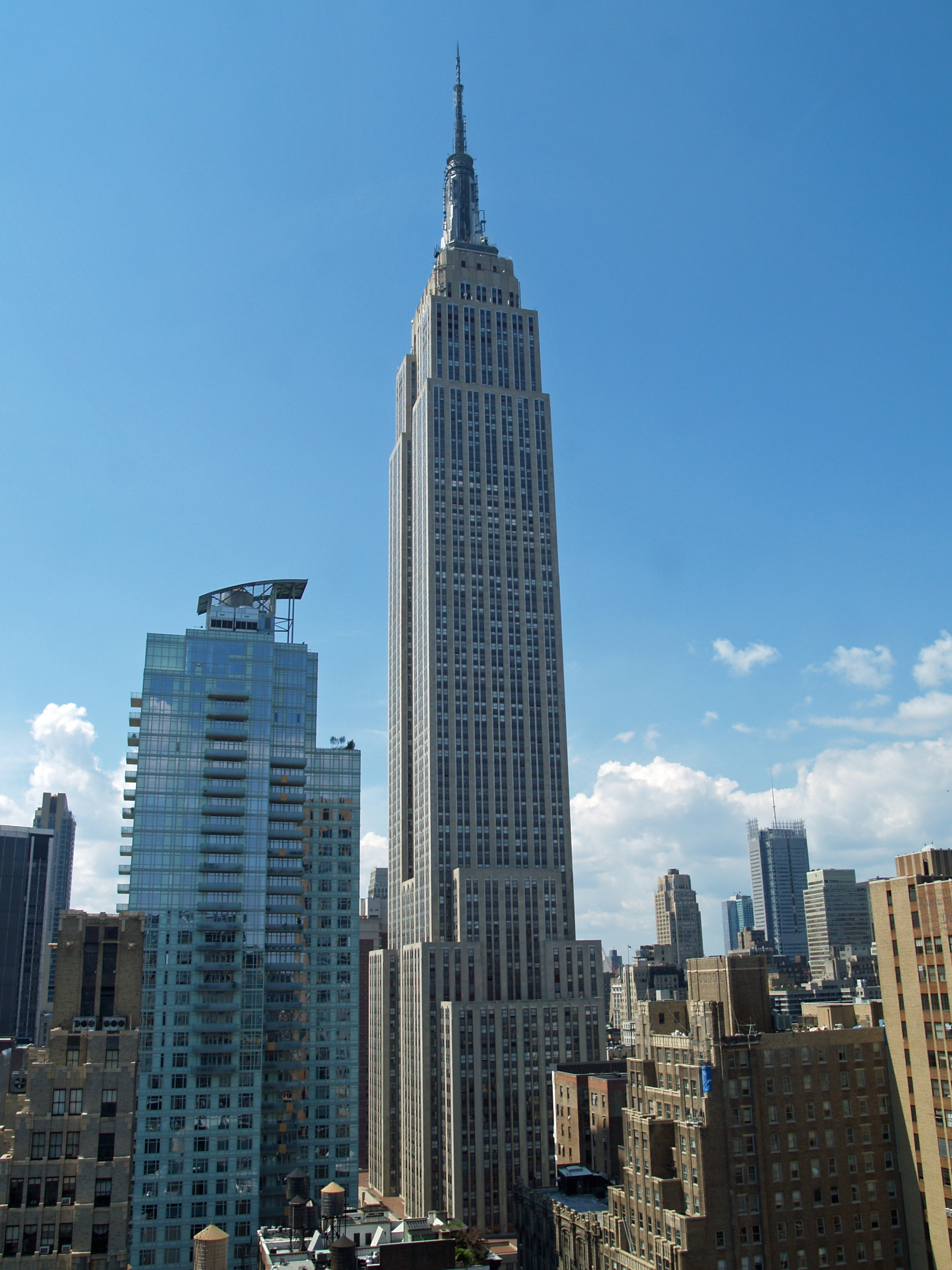
미국 뉴욕에 있는 엠파이어 스테이트 빌딩은 1931년부터 1972년까지 가장 높은 마천루였다.

## 대체 측정

### 피나클 높이 (최고점)

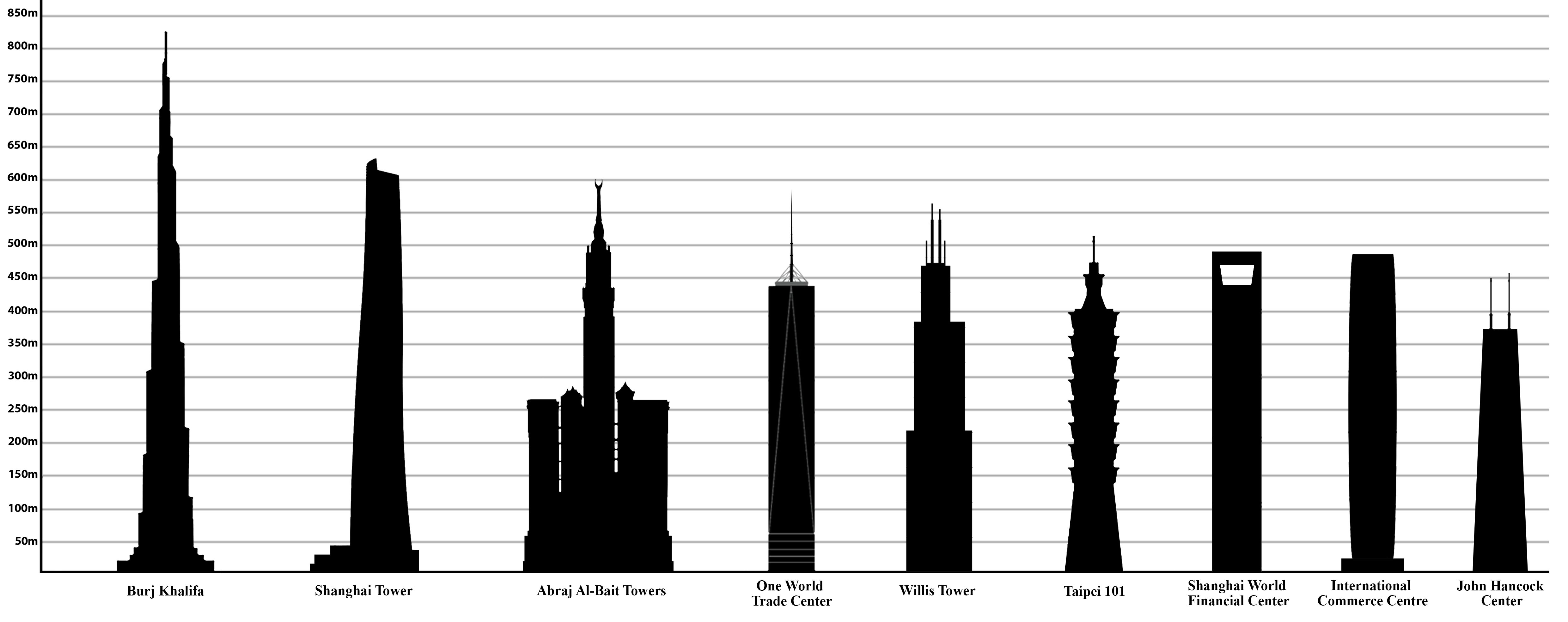
2014년에 모든 기둥, 안테나 등 피나클을 포함한 높이로 가장 높은 마천루

이 측정은 아키텍처 확장과 비아키텍처 확장의 차이점을 무시하고 단순히 가장 높은 지점까지 측정한다. 이 측정은 항공교통 장애 판정에 유용하며, 또한 전적으로 객관적인 측정이다. 그러나 이 측정에는 마천루에서 쉽게 추가, 제거 및 수정되고 전체 구조와 독립적인 확장이 포함된다.
페트로나스 타워의 높이가 시어스 타워(현재 윌리스 타워)의 높이를 넘어섰을 때인 1998년에야 이 측정이 활발하게 사용되기 시작했다. 전자의 첨탑은 건축물로 간주되었기 때문에 전자는 더 크고, 후자의 안테나는 그렇지 않은 것으로 여겨졌다. 이로써 시어스 타워는 높이와 지붕(최고로 높은 지붕층) 카테고리에서 선두를 차지했으며 페트로나스는 건축 높이 카테고리에서 선두를 차지했다.
| bold | '†'은 건축물보다 높이가 높은 마천루를 나타낸다. |

| 순위 | 마천루                           | 도시             | 국가           | 높이    | 높이     | 층수 | 완공 |
| ---- | -------------------------------- | ---------------- | -------------- | ------- | -------- | ---- | ---- |
| 1    | 부르즈 할리파†                   | 두바이           | 아랍에미리트   | 829.8 m | 2,722 ft | 163  | 2010 |
| 2    | 메르데카 118                     | 쿠알라룸푸르     | 말레이시아     | 678.9m  | 2,227 ft | 118  | 2023 |
| 2    | 상하이 타워                      | 상하이           | 중화인민공화국 | 632 m   | 2,073 ft | 128  | 2015 |
| 3    | 아브라즈 알 바이트 클락 타워     | 메카             | 사우디아라비아 | 601 m   | 1,971 ft | 120  | 2012 |
| 4    | 핑안 국제금융센터                | 선전             | 중화인민공화국 | 599 m   | 1,965 ft | 115  | 2016 |
| 5    | 롯데월드타워†                    | 서울             | 대한민국       | 555.7 m | 1,823 ft | 123  | 2016 |
| 6    | 원 월드 트레이드 센터†           | 뉴욕             | 미국           | 546.2 m | 1,792 ft | 104  | 2014 |
| 7    | 광저우 CTF 파이낸스 센터         | 광저우           | 중화인민공화국 | 530 m   | 1,739 ft | 111  | 2016 |
| 7    | 톈진 CTF 파이낸스 센터           | 톈진             | 중화인민공화국 | 530 m   | 1,739 ft | 98   | 2017 |
| 9    | 중국존                           | 베이징           | 중화인민공화국 | 528 m   | 1,732 ft | 108  | 2018 |
| 10   | 윌리스 타워†                     | 시카고           | 미국           | 527 m   | 1,729 ft | 108  | 1974 |
| 11   | 타이베이 101                     | 타이베이         | 중화민국       | 508 m   | 1,667 ft | 101  | 2004 |
| 12   | 상하이 세계금융센터†             | 상하이           | 중화인민공화국 | 494.3 m | 1,622 ft | 101  | 2008 |
| 13   | 국제상업센터                     | 홍콩             | 홍콩           | 484 m   | 1,588 ft | 118  | 2010 |
| 14   | 랜드마크 81†                     | 호치민 시        | 베트남         | 469.5 m | 1,513 ft | 81   | 2018 |
| 15   | 라흐타 센터                      | 상트페테르부르크 | 러시아         | 462 m   | 1,516 ft | 86   | 2018 |
| 16   | 존 핸콕 센터†                    | 시카고           | 미국           | 456.9 m | 1,499 ft | 100  | 1969 |
| 17   | 창사 IFS 타워 T1                 | 창사             | 중화인민공화국 | 452 m   | 1,483 ft | 94   | 2017 |
| 18   | 페트로나스 타워 1                | 쿠알라룸푸르     | 말레이시아     | 451.9 m | 1,483 ft | 88   | 1998 |
| 18   | 페트로나스 타워 2                | 쿠알라룸푸르     | 말레이시아     | 451.9 m | 1,483 ft | 88   | 1998 |
| 20   | 지펑 타워                        | 난징             | 중화인민공화국 | 450 m   | 1,476 ft | 89   | 2009 |
| 21   | 쑤저우 IFS                       | 쑤저우           | 중화인민공화국 | 450 m   | 1,476 ft | 98   | 2017 |
| 22   | 더 익스체인지 106                | 쿠알라룸푸르     | 말레이시아     | 445.5 m | 1,461 ft | 96   | 2018 |
| 23   | 엠파이어 스테이트 빌딩†          | 뉴욕             | 미국           | 443.2 m | 1,454 ft | 102  | 1931 |
| 24   | 킹키 100                         | 선전             | 중화인민공화국 | 442 m   | 1,449 ft | 100  | 2011 |
| 25   | 광저우 국제금융센터              | 광저우           | 중화인민공화국 | 438.6 m | 1,445 ft | 103  | 2009 |
| 26   | 우한 센터                        | 우한             | 중화인민공화국 | 438 m   | 1,437 ft | 88   | 2017 |
| 27   | 432 파크 애비뉴                  | 뉴욕             | 미국           | 425.5 m | 1,396 ft | 85   | 2015 |
| 28   | 마리나 101                       | 두바이           | 아랍에미리트   | 425 m   | 1,394 ft | 101  | 2017 |
| 29   | 트럼프 인터내셔널 호텔 앤 타워   | 시카고           | 미국           | 423.2 m | 1,388 ft | 96   | 2009 |
| 30   | 진마오 타워                      | 상하이           | 중화인민공화국 | 421 m   | 1,381 ft | 88   | 1998 |
| 31   | 프린세스 타워†                   | 두바이           | 아랍에미리트   | 414 m   | 1,358 ft | 101  | 2012 |
| 32   | 알 함라 타워                     | 쿠웨이트 시티    | 쿠웨이트       | 412.6 m | 1,354 ft | 80   | 2010 |
| 33   | 홍콩 제2국제금융센터             | 홍콩             | 홍콩           | 412 m   | 1,352 ft | 88   | 2003 |
| 34   | 해운대 엘시티 더샵 랜드마크 타워 | 부산             | 대한민국       | 411.6 m | 1,350 ft | 101  | 2019 |
| 35   | 난닝 중국 자원 타워              | 난닝             | 중화인민공화국 | 402.7 m | 1,321 ft | 85   | 2018 |
| 36   | 구이양 무역센터 타워 1           | 구이양           | 중화인민공화국 | 401 m   | 1,316 ft | 79   | 2019 |

### 지붕층까지의 높이
이 높이는 가장 낮지만 매우 중요하며 야외에서 보행자 입구에서 빌딩 내의 가장 높은 지붕층까지의 높이에서 측정된다.
| 순위 | 마천루                           | 도시         | 국가           | 높이               | 층수 | 완공 |
| ---- | -------------------------------- | ------------ | -------------- | ------------------ | ---- | ---- |
| 1    | 부르즈 할리파                    | 두바이       | 아랍에미리트   | 584.5 m (1,918 ft) | 163  | 2010 |
| 2    | 상하이 타워                      | 상하이       | 중화인민공화국 | 583.4 m (1,914 ft) | 128  | 2015 |
| 3    | 핑안 국제금융센터                | 선전         | 중화인민공화국 | 562.2 m (1,844 ft) | 115  | 2016 |
| 4    | 중국존                           | 베이징       | 중화인민공화국 | 515 m (1,690 ft)   | 108  | 2018 |
| 5    | 메르데카 118                     | 쿠알라룸푸르 | 말레이시아     | 502.8 m (1,690 ft) | 118  | 2023 |
| 5    | 롯데월드타워                     | 서울         | 대한민국       | 497.6 m (1,633 ft) | 123  | 2016 |
| 6    | 광저우 CTF 파이낸스 센터         | 광저우       | 중화인민공화국 | 495.5 m (1,626 ft) | 111  | 2016 |
| 7    | 아브라즈 알 바이트 클락 타워     | 메카         | 사우디아라비아 | 494.4 m (1,622 ft) | 120  | 2012 |
| 8    | 상하이 세계금융센터              | 상하이       | 중화인민공화국 | 474 m (1,555 ft)   | 101  | 2008 |
| 9    | 국제상업센터                     | 홍콩         | 홍콩           | 468.8 m (1,538 ft) | 118  | 2010 |
| 10   | 센트럴 파크 타워                 | 뉴욕         | 미국           | 442 m (1,450 ft)   | 98   | 2020 |
| 11   | 톈진 CTF 파이낸스 센터           | 톈진         | 중화인민공화국 | 439.4 m (1,442 ft) | 98   | 2017 |
| 12   | 타이베이 101                     | 타이베이     | 중화민국       | 438 m (1,437 ft)   | 101  | 2004 |
| 13   | 창사 IFS 타워 T1                 | 창사         | 중화인민공화국 | 437.1 m (1,434 ft) | 94   | 2017 |
| 14   | KK100                            | 선전         | 중화인민공화국 | 427.1 m (1,401 ft) | 100  | 2011 |
| 15   | 광저우 국제금융센터              | 광저우       | 중화인민공화국 | 415.1 m (1,362 ft) | 103  | 2010 |
| 16   | 윌리스 타워                      | 시카고       | 미국           | 412.7 m (1,354 ft) | 108  | 1974 |
| 17   | 쑤저우 IFS                       | 쑤저우       | 중화인민공화국 | 406.4 m (1,333 ft) | 98   | 2017 |
| 18   | 해운대 엘시티 더샵 랜드마크 타워 | 부산         | 대한민국       | 406 m (1,332 ft)   | 101  | 2019 |

## 공사중인 마천루
현재 공사중인 350m 이상의 마천루 목록이다. 마천루의 절반 이상이 중화인민공화국에 위치하고 있다.

### 건설 중
| 순위 | 마천루                             | 국가           | 도시       | 높이               | 층수 | 완공 예정 |
| ---- | ---------------------------------- | -------------- | ---------- | ------------------ | ---- | --------- |
| 1    | 부르즈 빙하티 야콥 앤 코 레지던스  | 아랍에미리트   | 두바이     | 595 m (1,952 ft)   | 85   | 2026      |
| 2    | 더 라인                            | 사우디아라비아 | 네옴       | 500 m (1,600 ft)   | ?    | 2030      |
| 3    | 차이나 인터내셔널 실크로드 센터    | 중국           | 시안시     | 498 m (1,634 ft)   | 108  | 2025      |
| 3    | 푸위안 중산 108 IFC                | 중국           | 중산시     | 498 m (1,634 ft)   | 101  | 2029      |
| 5    | 판다 타워                          | 중국           | 청두시     | 488.9 m (1,604 ft) | 95   | 2026      |
| 6    | 노스번드 타워                      | 중국           | 상하이시   | 480 m (1,575 ft)   | 97   | 2027      |
| 7    | 토레 라이즈                        | 멕시코         | 몬테레이   | 475 m (1,559 ft)   | 88   | 2026      |
| 7    | 우한 CTF 센터                      | 중국           | 우한시     | 475 m (1,559 ft)   | 84   | 2026      |
| 9    | 포순 외탄 센터 T1                  | 중국           | 우한시     | 470 m (1,540 ft)   | ?    | ?         |
| 9    | 쑤저우 센터 노스 타워              | 중국           | 쑤저우시   | 470 m (1,540 ft)   | ?    | 2024      |
| 11   | 궈화 금융 센터 타워 1              | 중국           | 우한시     | 465 m (1,526 ft)   | 79   | ?         |
| 12   | 중국자원토지센터                   | 중국           | 둥관시     | 450 m (1,480 ft)   | 98   | ?         |
| 13   | 원 방콕                            | 태국           | 방콕       | 436.1 m (1,431 ft) | 92   | 2025      |
| 14   | 부르즈 알마사                      | 사우디아라비아 | 지다       | 432 m (1,417 ft)   | 93   | 2027      |
| 15   | 산둥 국제 금융 센터                | 중국           | 지난시     | 428 m (1,404 ft)   | 88   | 2023      |
| 15   | 하이커우 타워                      | 중국           | 하이커우시 | 428 m (1,404 ft)   | 93   | 2027      |
| 17   | 난징 파이낸셜 시티 타워            | 중국           | 난징시     | 426 m (1,398 ft)   | 88   | 2024      |
| 18   | JP 모건 체이스 헤드쿼터스 타워     | 미국           | 뉴욕       | 423 m (1,388 ft)   | 63   | 2025      |
| 19   | 닝보 센터 타워                     | 중국           | 닝보시     | 409 m (1,342 ft)   | 80   | 2024      |
| 20   | 우한 양쯔강 센터 타워              | 중국           | 우한시     | 400 m (1,300 ft)   | 82   | 2025      |
| 21   | 무카브                             | 사우디아라비아 | 리야드     | 400 m (1,300 ft)   | ?    | 2030      |
| 22   | 항저우 웨스트 레일웨이 허브 타워   | 중국           | 항저우시   | 399.8 m (1,312 ft) | 83   | ?         |
| 23   | 선전만 슈퍼 헤드쿼터 베이스 타워 1 | 중국           | 선전시     | 394 m (1,293 ft)   | 78   | 2027      |
| 24   | 아이코닉 타워                      | 이집트         | 카이로     | 393.8 m (1,292 ft) | 77   | 2023      |
| 25   | 후이윤 플라자 타워                 | 중국           | 르자오시   | 390 m (1,280 ft)   | 86   | 2024      |
| 26   | 중국공상은행 국제 본부             | 중국           | 선전시     | 387.4 m (1,271 ft) | 74   | ?         |
| 27   | 투르 F                             | 코트디부아르   | 아비장     | 385.8 m (1,266 ft) | 64   | ?         |
| 28   | 서커우 프린스 베이 타워            | 중국           | 선전시     | 380 m (1,250 ft)   | 70   | ?         |
| 29   | 선전 뤄후 프렌드십 무역 센터       | 중국           | 선전시     | 379.9 m (1,246 ft) | 83   | ?         |
| 30   | 광동 비즈니스 센터                 | 중국           | 광저우시   | 375.5 m (1,232 ft) | 60   | 2024      |
| 31   | 차이나 머첸트 프린스 베이 타워     | 중국           | 선전시     | 374 m (1,227 ft)   | 59   | 2028      |
| 32   | 상하이 국제 무역 센터              | 중국           | 상하이시   | 370 m (1,210 ft)   | 67   | 2024      |
| 33   | 루쳉 스퀘어                        | 중국           | 원저우시   | 369 m (1,211 ft)   | 75   | ?         |
| 34   | 타이베이 트윈 타워                 | 중화민국       | 타이베이시 | 369 m (1,211 ft)   | 74   | 2027      |
| 35   | 헹리 국제 운영 본부 타워           | 중국           | 쑤저우시   | 369 m (1,211 ft)   | ?    | 2024      |
| 36   | 시엘 타워                          | 아랍에미리트   | 두바이     | 365.5 m (1,199 ft) | 81   | 2023      |
| 37   | 후이윤 센터                        | 중국           | 선전시     | 359.2 m (1,178 ft) | 80   | 2022      |
| 38   | 나가 타워                          | 캄보디아       | 프놈펜     | 358 m (1,175 ft)   | 70   | 2026      |
| 39   | 포순 외탄 센터 T2                  | 중국           | 우한시     | 356 m (1,168 ft)   | ?    | ?         |
| 40   | 선전만 슈퍼 헤드쿼터 베이스 타워 2 | 중국           | 선전시     | 355.7 m (1,167 ft) | 68   | 2027      |
| 41   | 튀르키예 중앙은행 빌딩             | 튀르키예       | 이스탄불   | 352 m (1,155 ft)   | 59   | 2024      |
| 42   | 궈홍 센터                          | 중국           | 원저우시   | 350 m (1,150 ft)   | 71   | 2025      |
| 43   | 궈웨이 ZY 플라자                   | 중국           | 주하이시   | 350 m (1,150 ft)   | 62   | ?         |
| 44   | 중국자원화푸본부                   | 중국           | 선전시     | 350 m (1,150 ft)   | ?    | ?         |
| 45   | 폴리 량시 플라자                   | 중국           | 포산시     | 350 m (1,150 ft)   | ?    | ?         |

### 보류 중
| 순위 | 마천루                         | 국가           | 도시     | 높이               | 층수 | 완공 예정 |
| ---- | ------------------------------ | -------------- | -------- | ------------------ | ---- | --------- |
| 1    | 제다 타워                      | 사우디아라비아 | 지다     | 1,000 m (3,300 ft) | 167+ | ?         |
| 2    | 골딘 파이낸스 117              | 중국           | 톈진시   | 597 m (1,959 ft)   | 117  | ?         |
| 3    | 그린랜드 진마오 국제금융센터   | 중국           | 난징시   | 499.8 m (1,640 ft) | 102  | 2025      |
| 4    | 쑤저우 중난 센터               | 중국           | 쑤저우시 | 499.2 m (1,638 ft) | 103  | 2025      |
| 5    | 허시 유즈이 타워               | 중국           | 난징시   | 498.8 m (1,636 ft) | 84   | 2025      |
| 6    | 추상 빌딩                      | 중국           | 우한시   | 475 m (1,558 ft)   | 111  | 2025      |
| 7    | 청두 그린랜드 타워             | 중국           | 청두시   | 468 m (1,535 ft)   | 101  | 2024      |
| 8    | 그린랜드 센터 타워             | 중국           | 쿤밍시   | 428 m (1,404 ft)   | ?    | ?         |
| 9    | 둥펑 플라자 랜드마크 타워      | 중국           | 쿤밍시   | 407 m (1,335 ft)   | 100  | 2024      |
| 10   | 아이콘 타워                    | 인도네시아     | 자카르타 | 384 m (1,260 ft)   | 77   | 2029      |
| 11   | 그린랜드 스타 시티 라이트 타워 | 중국           | 창사시   | 379.9 m (1,246 ft) | 83   | 2025      |
| 12   | 핑안 IFC                       | 중국           | 난창시   | 373 m (1,224 ft)   | ?    | ?         |
| 13   | 글로벌 포트 타워 1             | 중국           | 란저우시 | 350 m (1,150 ft)   | ?    | 2024      |
| 13   | 글로벌 포트 타워 2             | 중국           | 란저우시 | 350 m (1,150 ft)   | ?    | 2024      |

## 대륙별 목록
다음 목록은 각 대륙에 위치한 가장 높은 높이에서 가장 높은 높이까지 나열된 마천루 중 가장 높은 마천루를 보여준다.
| 대륙       | 마천루                                      | 높이             | 층수 | 완공 | 국가           | 도시             |
| ---------- | ------------------------------------------- | ---------------- | ---- | ---- | -------------- | ---------------- |
| 아시아     | 부르즈 할리파                               | 828 m (2,717 ft) | 163  | 2009 | 아랍에미리트   | 두바이           |
| 북아메리카 | 원 월드 트레이드 센터                       | 541 m (1,775 ft) | 104  | 2014 | 미국           | 뉴욕             |
| 유럽       | 라흐타 센터                                 | 462 m (1,516 ft) | 87   | 2018 | 러시아         | 상트페테르부르크 |
| 오세아니아 | Q1                                          | 323 m (1,060 ft) | 80   | 2005 | 오스트레일리아 | 골드코스트       |
| 남아메리카 | 그란 토레 산티아고                          | 300 m (980 ft)   | 64   | 2012 | 칠레           | 산티아고         |
| 아프리카   | 아이코닉 타워                               | 225.5 m (740 ft) | 50   | 1973 | 이집트         | 카이로           |
| 남극       | 롱 듀레이션 벌룬 페이로드 프레퍼레이션 빌딩 | 15 m (49 ft)     | 1    | 2005 | 남극           | 맥머도 기지      |

## 같이 보기
- 세계에서 가장 높은 건물의 역사
- 상층부 기준 마천루 목록
- 쌍둥이 빌딩과 구조물 목록
- 100층 이상의 마천루 목록
- 마천루를 설계한 건축가 목록
- 마천루가 가장 많은 도시 목록
- 고층 빌딩이 가장 많은 도시 목록
- 미래의 마천루 목록
- 아시아의 마천루 목록
- 동남아시아의 마천루 목록
- 남아시아의 마천루 목록
- 건축물 및 구조물 목록
- 가장 큰 건축물 목록
- 독립 구조물 목록
- 초고층 호텔 목록
- 초고층 주거용 건축물 목록
- 구조물 목록
- 국가별 구조물 목록
- 마천루의 저주
- 나라별 가장 높은 마천루 목록
- 취소된 마천루 목록
- 대한민국의 마천루 목록
- 파괴된 마천루 목록